# 太平寺 (温州)

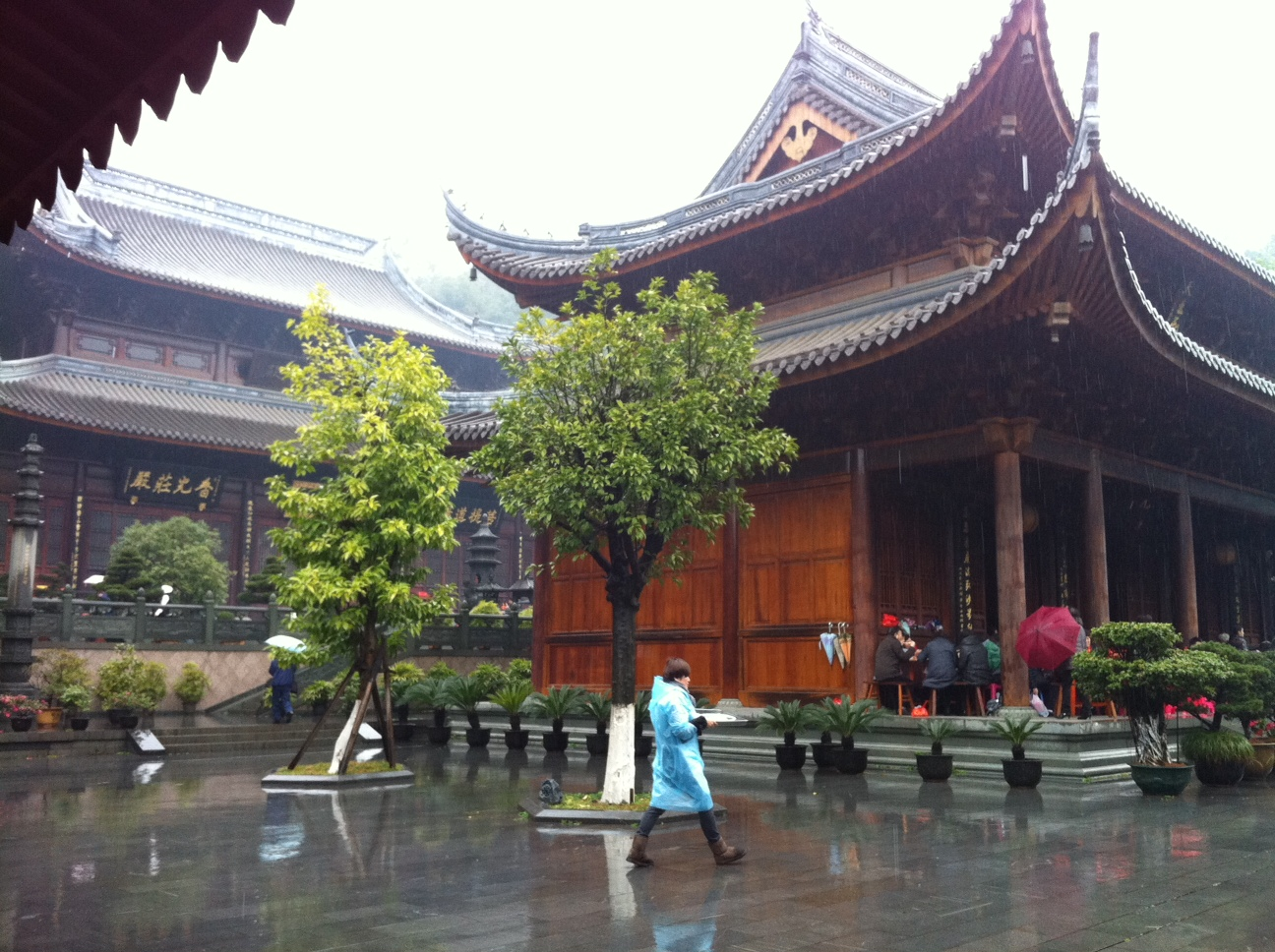
温州太平寺

太平寺位于浙江省温州市鹿城区。始建于后晋天福七年(公元942年)。当时温州属于吴越国，盛世太平，香火鼎盛。民国期间，寺院沦为营房，直至西元2003年得以重建。